# Les Hogues
Les Hogues es una localidad y comuna francesa situada en la región de Alta Normandía, departamento de Eure, en el distrito de Les Andelys y canton de Lyons-la-Forêt.

## Demografía
| 563 | 545 | 543 | 503 | 516 | 568 |
| Para los censos de 1962 a 1999 la población legal corresponde a la población sin duplicidades (Fuente: INSEE [Consultar]) |     |     |     |     |     |